# Never Say Die (filme)
Never Say Die (Brasil: Um Golpe Errado ) é um filme estadunidense de 1939, do gênero comédia romântica, dirigido por Elliott Nugent e estrelado por Martha Raye e Bob Hope. O roteiro, baseado em farsa de William H. Post apresentada na Broadway em 1912, foi coescrito por Preston Sturges.

## Sinopse
Após uma confusão com seus exames, o milionário John Kidley pensa ter apenas um mês de vida. Daí, ele chuta a noiva Juno e vai para a Suíça, onde encontra a herdeira texana Mickey. John casa-se com ela na intenção de deixar-lhe sua fortuna para que ela, assim, possa desposar seu amado Henry, um motorista de ônibus, que não tem as simpatias de seu pai. Mas John e Mickey se apaixonam e, além disso, ele descobre que não está às portas da morte.

## Elenco
| Ator/Atriz       | Personagem       |
| ---------------- | ---------------- |
| Martha Raye      | Mickey Hawkins   |
| Bob Hope         | John Kidley      |
| Andy Devine      | Henry Munch      |
| Alan Mowbray     | Príncipe Smirnov |
| Gale Sondergaard | Juno Marko       |
| Sig Ruman        | Papai Ingleborg  |
| Ernest Cossart   | Jeepers          |
| Paul Harvey      | Jasper Hawkins   |
| Frances Arms     | Mamãe Ingleborg  |